# Forță motoare
În fizică și tehnică forța motoare este rezultanta forțelor exterioare, aplicată punctului material sau sistemului de puncte materiale, elementului motor sau conducător al unui mecanism sau ansamblu de mecanisme; ea contribuie, în general, la efectuarea unui lucru mecanic elementar pozitiv (lucru mecanic motor). În anumite situații, acest lucru mecanic poate fi și negativ, ca de exemplu, în faza de comprimare din compresoare sau motoare cu ardere internă.